# Adama Sawadogo
Adama Sawadogo est un footballeur burkinabé né le 20 janvier 1990 à Ouahigouya. Il évolue au poste de gardien de but avec l'Association Sportive du Faso-Yennenga.

## Carrière
- 2008-2010 : Association Sportive du Faso-Yennenga ( Burkina Faso)
- 2010-201. : Missile Football Club ( Gabon)

## Palmarès
- Championnat du Burkina Faso : 2009, 2010
- Coupe du Burkina Faso : 2009
- Supercoupe du Burkina Faso : 2009
- Championnat du Gabon de football : 2011